# Carlos Yuri Ceuninck
Carlos Yuri Évora Ceuninck, nascido em Santo Antão, Cape Verde, no ano 1976, é um cineasta cabo-verdiano-belga. Seu trabalho frequentemente explora temas como a resiliência humana e a relação entre indivíduos e seus ambientes, como exemplificou em seu documentário mais recente Omi Nobu (2023) que retrata a vida de Quirino Rodrigues, o único habitante da vila abandonada de Ribeira Funda, em Cabo Verde.

## Vida

### Infância e Juventude
Nos anos 80, Carlos Yuri Ceuninck passou sua infância em Boa Vista, Cabo Verde. O cineasta mesmo descreveu a ilha como pouco populosa e caracterizada por suas vastas dunas de areia. Recordando os anos de sua infância, Ceuninck disse: “Eu era livre porque tudo era seguro naquele mundo.” Desde pequeno, Ceuninck foi cativado pela narração de histórias. Encontrou inspiração nos filmes que seus pais lhe mostravam em cassetes Betamax durante sua infância. Naquela época, a sala de estar de sua casa se transformava em um pequeno cinema à noite. Sua família e os seus vizinhos se reuniam para assistir filmes todos juntos. Ao descobrir as obras de Sergio Leone, Alfred Hitchcock e Steven Spielberg, essa exposição inicial ao mundo do cinema despertou sua paixão pela produção cinematográfica.

### Formação
Entre 1994 e 1997, Ceuninck estudou história da arte e línguas estrangeiras (francês e espanhol) no Institut Provincial d’Enseignement Supérieur (IPES) em Wavre, Bélgica. Iniciou o curso de graduação em antropologia na Rogers State University, em Oklahoma, EUA, de 1999 a 2001. Em 2002, participou do curso de verão “From Script to Heaven” na Universidade de Melbourne, na Austrália. Continuou sua formação cinematográfica na EICTV (Escuela Internacional de Cine y Televisión) em San Antonio de los Baños, Cuba, de 2003 a 2005, onde se especializou em  documentários. Durante seu tempo em Cuba, Ceuninck dirigiu e produziu filmes estudantis, incluindo “To Beef or Not to Beef, That’s the Question on the Isle of Mú” (2004) e “Listen and Sea, Without Taste, Touch or Smell” (2005). O primeiro dos quais foi reconhecido nos festivais europeus de cinema estudantil CINESTUD em Amsterdã e Festival Norueguês de Curtas-Metragens em Grimstad.

### Carreira
Depois de seus estudos em Cuba, Ceuninck retornou a Cabo Verde. Encontrou a cultura cinematográfica em declínio com pouquíssimas salas de cinema ainda abertas. Como descrito por Ceuninck, esse “período sombrio,” o levou a mudar-se para Bélgica, país de origem do seu pai. Morou em Hoeilaart, trabalhando como cineasta e freelancer. Em 2016, decidiu retornar a Cabo Verde para morar em Praia, a capital, e produzir reportagens para Telesur, uma rede de televisão multi-estatal financiada pelos governos da Venezuela, Cuba e Nicarágua, enquanto desenvolvia vários dos seus projetos pessoais. Enquanto trabalhou com Telesur, ele morou em São Vicente por um tempo, dirigindo e produzindo ao lado da jornalista Matilde Dias e viajando para criar programas curtos sobre Cabo Verde.
Em 2020, Ceuninck lançou seu curta-metragem “Dona Mónica” que oferece um retrato íntimo da primeira pessoa transgênero na ilha de Santiago. Com duração de 7 minutos, ele destaca os desafios e triunfos que Dona Mónica enfrentou desde a infância até a idade adulta na sociedade predominantemente católica e conservadora do país.
Em 2021, Ceuninck concluiu seu primeiro documentário de longa-metragem, The Master’s Plan, e foi selecionado para competir oficialmente no Festival Internacional de Cinema da África na Nigéria e no Festival Internacional de Cinema da África em Senegal. O filme examina um escândalo que chocou a sociedade cabo-verdiana em maio de 2016, quando uma série de confissões públicas que foram divulgadas nas mídias sociais detalhando casos de orgia, incesto, tentativa de estupro de crianças, adultério, tentativa de assassinato e abuso de drogas. Essas confissões, escritas em primeira pessoa, foram atribuídas a membros da seita cristã CRASDT (Congregação Renovada dos Adventistas do Sétimo Dia de Tendas). As revelações atraíram grande atenção da mídia, especialmente porque os indivíduos envolvidos eram figuras proeminentes e respeitadas na sociedade cabo-verdiana, incluindo juízes, médicos e economistas.
Após ter recebido financiamento da Documentary Africa, Fonds Jeune Création Francophone, World Cinema Fund e Fédération Wallonie-Bruxelles, Ceuninck estreou mundialmente Omi Nobu (2023), seu segundo longa-metragem documental, no FESPACO 2023 (Festival Panafricano de Cinema e Televisão de Ouagadougou) em Burkina Faso, e recebeu o prêmio Golden Stallion de Melhor Documentário de Longa-Metragem. O filme é uma coprodução entre Cabo Verde, Bélgica, Alemanha e Sudão, e envolve várias empresas de produção, incluindo Korikaxoru Films, Neon Rouge Production, Autentika Films e Black Balance Films. Com uma duração de 64 minutos, o documentário investiga a vida de Quirino Rodrigues, um homem de 77 anos que vive sozinho há mais de três décadas na vila abandonada de Ribeira Funda, na ilha de São Nicolau, em Cabo Verde. O filme explora a solidão, a passagem do tempo e as interações entre tradição e modernidade.
Detalhes da produção de Omi Nobu:
- Diretor: Carlos Yuri Ceuninck
- Produtores: Natasha Craveiro e Aurélien Bodinaux
- Co-produtores: Paulo de Carvalho, Gudula Meinzolt e Alyaa Musa
- Roteiristas: Carlos Yuri Ceuninck e César Schofield
- Diretor de fotografia: Arilson Almeida
- Som: David Medina
- Editor: Antoine Donnet
- Trilha sonora original: Henrique Silva

O filme também foi selecionado para a seção competitiva de Novos Cineastas na Mostra Internacional de Cinema de São Paulo e para a seção Luminous do IDFA (Festival Internacional de Documentários de Amsterdã). O documentário foi aclamado pelos críticos por capturar intimamente a força do espírito humano e a relação matizada da vida de um indivíduo e seu ambiente. A cinematografia e a profundidade narrativa do filme foram destacadas por oferecer  aos espectadores uma visão contemplativa do isolamento e da condição humana.
Além disso, ao longo de sua carreira, Ceuninck participou de vários programas de desenvolvimento profissional, incluindo o Hot Docs Blue Ice Group, um fundo que investe em cineastas africanos de documentários; o programa DocSalon Toolbox do EFM (Berlinale), uma iniciativa que oferece ferramentas de mercado e networking para documentaristas; e o programa Connecting Stories do SDI (Scottish Documentary Institute), que apoia narrativas documentais inovadoras.

## Obras publicadas[21]
- To Beef or Not to Beef, That’s the Question on the Isle of Mú (2004)
- Listen and Sea, Without Taste, Touch or Smell (2005)
- Dona Mónica (2020)
- The Master’s Plan (2021)
- Omi Nobu (2023)
- Terra Múzika: Land of Music (a ser lançado)[22]

## Reconhecimento
- “To Beef or Not to Beef, That’s the Question on the Isle of Mú” (2004)[23]
  - Selecionado para o CINESTUD (Festival Internacional de Cinema Estudantil) e para o Festival Norueguês de Curtas-Metragens
- “Dona Mónica” (2020)[24]
  - Selecionado na competição oficial e recebeu uma menção especial dos juízes no Saint-Louis International Documentary Film Festival (2020)
- The Master’s Plan (2021)[25]
  - Selecionado para o Africa International Film Festival (2021)
  - Selecionado para o Saint-Louis International Documentary Film Festival (2021)
- Omi Nobu (2023)[26]
  - Ouagadougou Panafrican Film and Television Festival: Vencedor do prêmio de Melhor Filme Documentário (2023)
  - Hot Docs Canadian International Documentary Festival: Vencedor do Melhor Documentário de Média-Metragem - Menção Honrosa (2024)
  - Festival Internacional de Documentário de Montreal: Candidato ao prêmio de Melhor Filme Internacional (2024)
  - Festivais:[27]
    - FESPACO (2023): Prêmio Garanhão de Ouro de melhor documentário de longa-metragem
    - Mostra Internacional de Cinema de São Paulo (2023): Seção de Competição de Novos Cineastas
    - IDFA (2023): Seção Luminous
    - Festival de Cinema Africano de Luxor (2024): Competição oficial
    - Festival de Cinema da Cidade de Luxemburgo (2024): Seleção oficial - fora de competição (Carte Blanche, de Abderrahmane Sissako)
    - MIRADASDOC (2024): Competição oficial
    - HOT DOCS (2024): Programa World Showcase
    - DOK.fest.München (2024): Competição DOK.horizonte